# Les Déchargeurs de charbon
Les Déchargeurs de charbon est un tableau de Claude Monet peint vers 1875. Il est exposé au musée d’Orsay.

## Contexte
Monet habite Argenteuil depuis fin 1871. Il représente dans ses œuvres le monde qui l’entoure, urbain, campagnard, ou plus intime dans la maison où il loge en famille. Avec Les Déchargeurs de charbon, il se rapproche de Paris en évoquant une scène de déchargement de péniches sur les rives industrielles qui se trouvent à proximité du pont d’Asnières. La vue est en direction de l’aval, on aperçoit le pont de Clichy au loin. Le pont de chemin de fer est derrière l'observateur, nous sommes donc sur la commune de Clichy.
Grosse consommatrice de charbon notamment pour ses machines à vapeur, l’industrie est importante à cet endroit : les ateliers de Gustave Eiffel, notamment, sont situés tout près. 
Le pont d’Asnières est très récent. Il remplace un ouvrage détruit pendant la guerre de 1870. Il est composé de sept travées en fonte soutenant une structure en bois, reprises par des piles en maçonnerie. Il sera remplacé au début du XXe siècle. Une seule de ses travées est représentée. La structure est la même que celle du pont d'Argenteuil reconstruit également après 1870, et figurant sur plusieurs autres tableaux. 

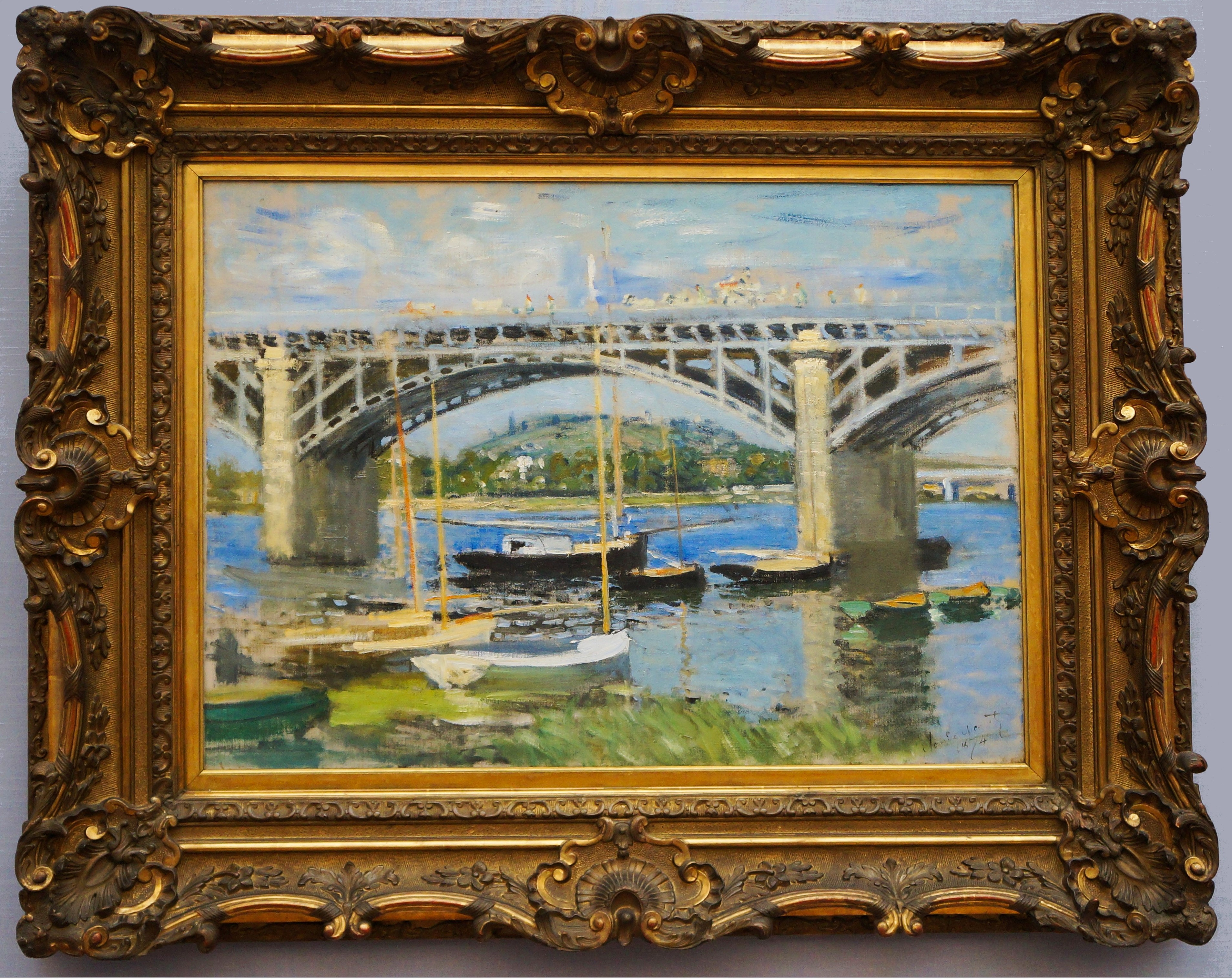
Claude Monet Le Pont d'Argenteuil 1874.

## Traitement du sujet
Le sujet est peu représentatif des œuvres de Monet de l’époque : il utilise alors une palette plutôt vive. Ici, sans avoir manifesté au long de sa vie une attention particulière aux questions sociales, Monet exprime, avec des couleurs semblant affectées par la poussière, un sentiment pesant accentué par la masse du pont barrant le haut de l’œuvre, et de déshumanisation par les ombres en contre-jour défilant en sens contraire. L’influence de maîtres de l’estampe japonaise comme Hiroshige ou Hokusai est considérée comme indiscutable par les historiens de l’art,.

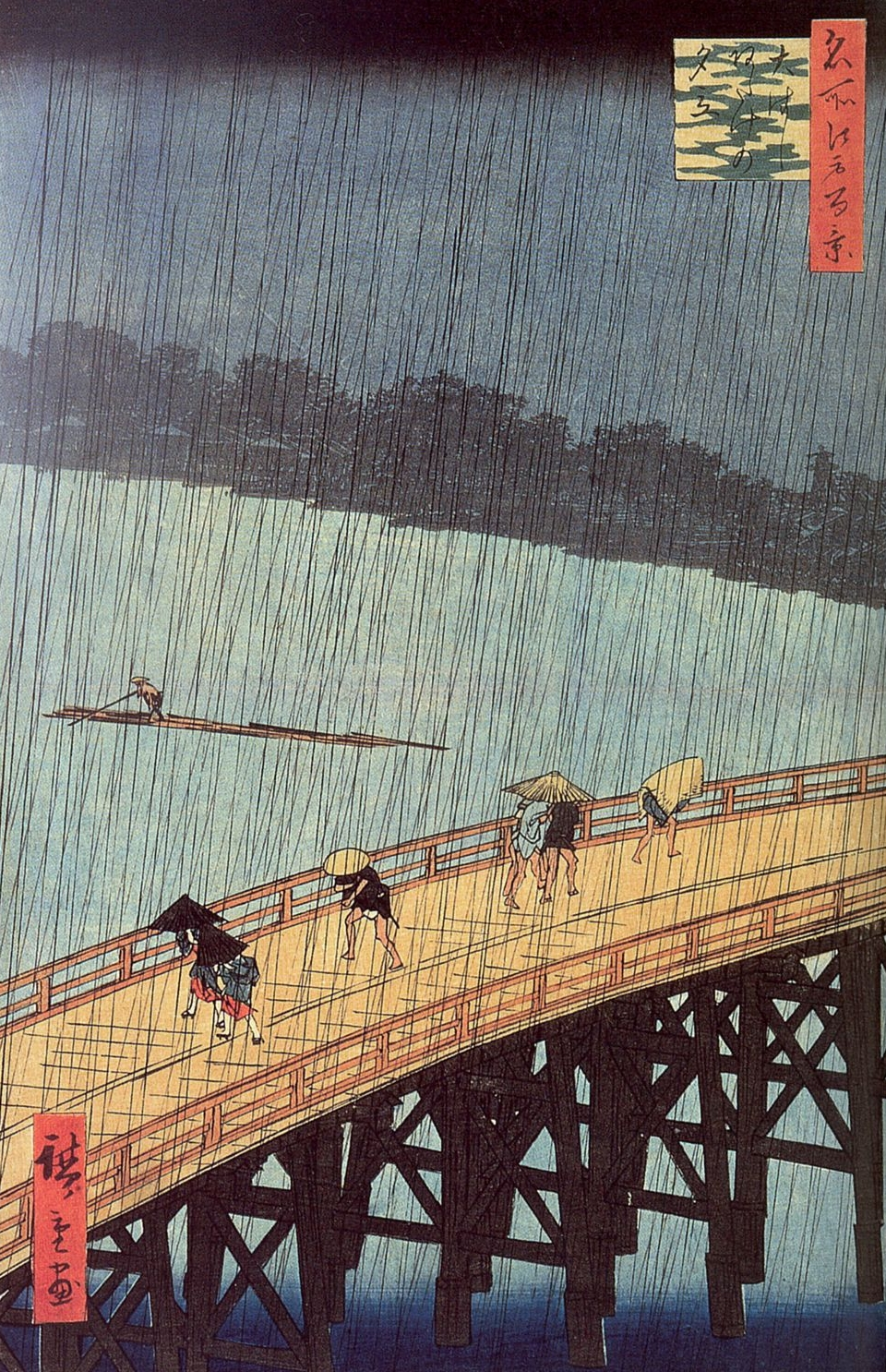
Hiroshige, Le Pont Ōhashi à Atake sous une averse soudaine, extrait de Cent vues d'Edo.

## Devenir de l’œuvre
La datation de 1875 n'est pas certaine, mais le tableau fait partie d’une vente publique se déroulant à l’hôtel Drouot le 24 mars de cette même année, où sont présentées aussi des œuvres de Berthe Morisot, Renoir et Sisley. La première exposition des peintres impressionnistes est encore dans les esprits et la presse s’en fait l’écho. La vente se déroule dans un climat tendu, les invectives entre défenseurs et détracteurs du mouvement impressionniste tournent à la  bagarre générale, et ce n’est qu’après l’intervention de la force publique que la vente peut commencer. Quelques acheteurs font l’acquisition d’œuvres en signe de soutien, mais le résultat est financièrement décevant pour les artistes. Le tableau, qui a trouvé acquéreur, est ensuite revendu par plusieurs collectionneurs privés successifs avant de devenir la propriété de l’État français à l’occasion d’une dation en 1993. Il intègre le musée d’Orsay durant la même année.
Présenté lors de la quatrième exposition impressionniste, le tableau figure par la suite dans une quarantaine d'expositions en Europe, aux États-Unis, au Canada, au Japon et au Brésil.